# Gand-Wevelgem amateurs
Ne doit pas être confondu avec Gand-Wevelgem ou Gand-Wevelgem espoirs.
Gand-Wevelgem amateurs est une course cycliste belge, disputée de 1953 à 1975 entre Gand et Wevelgem, en Région flamande.

## Palmarès
| Année | Vainqueur            | Deuxième           | Troisième              |
| ----- | -------------------- | ------------------ | ---------------------- |
| 1953  | Jacques Daniel       | Roger Batslé       | Buddy De Munster       |
| 1955  | Gabriel Borra        | Arthur Decabooter  | Jef Verhelst (nl)      |
| 1956  | Gustaaf De Smet      | Jan Rol            | Gabriel Borra          |
| 1957  | Alfons Sweeck        | Jo de Roo          | Roger Vindevogel (de)  |
| 1958  | Robert Vandecaveye   | Alfons Sweeck      | Michel Deboodt         |
| 1959  | Louis Van Huyck      | Gilbert Maes       | Lode Troonbeeckx       |
| 1960  | Willy Vanden Berghen | Robert Lelangue    | Albert Covens          |
| 1961  | Hugo Scrayen         | Frans Melckenbeeck | Martin Van Den Bossche |
| 1962  | Louis Baudeweijns    | Edward Sels        | Robert D'Hert          |
| 1963  | Joseph Mathy         | Joseph Spruyt      | Jozef Timmerman        |
| 1964  | Patrick Sercu        | Eric De Roose      | Willy Van Neste        |
| 1965  | Omer Ballegeer       | Eddy De Sitter     | Noël Van Clooster      |
| 1966  | Roger Rosiers        | Leo Van Dam        | Ludo Goossens          |
| 1967  | Frans Mintjens       | Fernand Hermie     | Valère Van Sweevelt    |
| 1968  | Ronny Van De Vijver  | Herman Vrijders    | Joseph Schoeters (nl)  |
| 1969  | Jozef Abelshausen    | Tino Tabak         | Cees Koeken            |
| 1970  | Rik Van Linden       | Frans Staes        | Adri Duycker           |
| 1971  | Rik Van Linden       | Victor Peeters     | Freddy Maertens        |
| 1972  | Frans Van Looy       | Karel Sels         | Theo Dockx (de)        |
| 1973  | Alex Van Linden (nl) | Gerrie Knetemann   | Cees Priem             |
| 1974  | Wim Schroyens        | Aad van den Hoek   | Roy Schuiten           |
| 1975  | Leopold Verboven     | Wim Schroyens      | Rachel Dard (en)       |